# Hawaii Route 200
Saddle Road, Daniel K. Inouye Highway
Pour les articles homonymes, voir Route 200.
La Hawaii Route 200, Saddle Road — littéralement en français « route de l'Ensellement » ou encore Daniel K. Inouye Highway est une route des États-Unis située à Hawaï, sur l'île du même nom. Elle parcourt une partie du centre de l'île en reliant la localité de Hilo à la Hawaii Route 190 en passant entre le Mauna Loa au sud et le Mauna Kea au nord.

## Parcours
Son extrémité orientale se trouve à Hilo où elle est connectée à la Hawaii Route 19, en bord de mer. Elle se dirige vers l'ouest, traversant les zones forestières de la Hilo Watershed Forest Reserve et de la Upper Waiākea Forest Reserve. Le paysage laisse progressivement la place à des coulées de lave et autres paysages volcaniques avec en toile de fond les deux plus gros volcans d'Hawaï, le Mauna Loa et le Mauna Kea. Parvenue au col entre les deux montagnes qui a donné l'un de ses noms à la route, celle-ci redescend progressivement en direction de la côte Ouest jusqu'à la Hawaii Route 190 au-dessus de Puako.

## Sites d'intérêt
Passant à travers les paysages volcaniques de l'intérieur de l'île, la Hawaii Route 200 permet un accès facile aux coulées de lave du Mauna Loa, à quelques cônes volcaniques satellites et à des départs de sentiers de randonnée.
La route dessert également la base militaire de Pōhakuloa et son aérodrome.